# En vivo en las fiestas de fin de siglo
En Vivo en las Fiestas de Fin de Siglo es el primer disco en vivo de la banda de rock argentina La Cruda. Fue grabado en el marco del evento "Fiestas de Fin de Siglo", el cual reunía a nuevas bandas prometedoras del rock argentino.
Este disco de 11 temas propios fue grabado en noviembre de 1999 en vivo, en un show que la banda realizó en el pub "Imposible" de Capital Federal en el marco de las denominadas "Fiestas de Fin de Siglo". El disco finalmente se editó en enero de 2000 de forma independiente, bajo el sello "Ediciones Imposibles".
El ingeniero a cargo de la grabación fue Juanjo Burgos y como asistentes de grabación trabajaron Uriel Dorfman y Gabriel Ruiz Díaz de Catupecu Machu. La grabación de las voces y la mezcla fueron realizadas en los estudios El Pie (Capital Federal) por Juanjo Burgos y fue masterizado en los estudios Soundesigner (Capital Federal) por Mario Breuer.

## Lista de canciones
1. Migral
2. Metra-Yeta
3. Ahorrame el No
4. Cruda M.
5. Sangre Solvente
6. Vida Mordida
7. Mundo Choto
8. Samuel
9. Perdió
10. Mago Sol
11. Figurado

## Personal
- Rodrigo "Negro" González - Voz
- Martín Zaragozi - Bajo
- Leonardo Moscovich - Guitarra y coros
- Tristán Ulla - Guitarra y coros
- Javier "Mono" Farelli - Batería